# Grupa Reiff

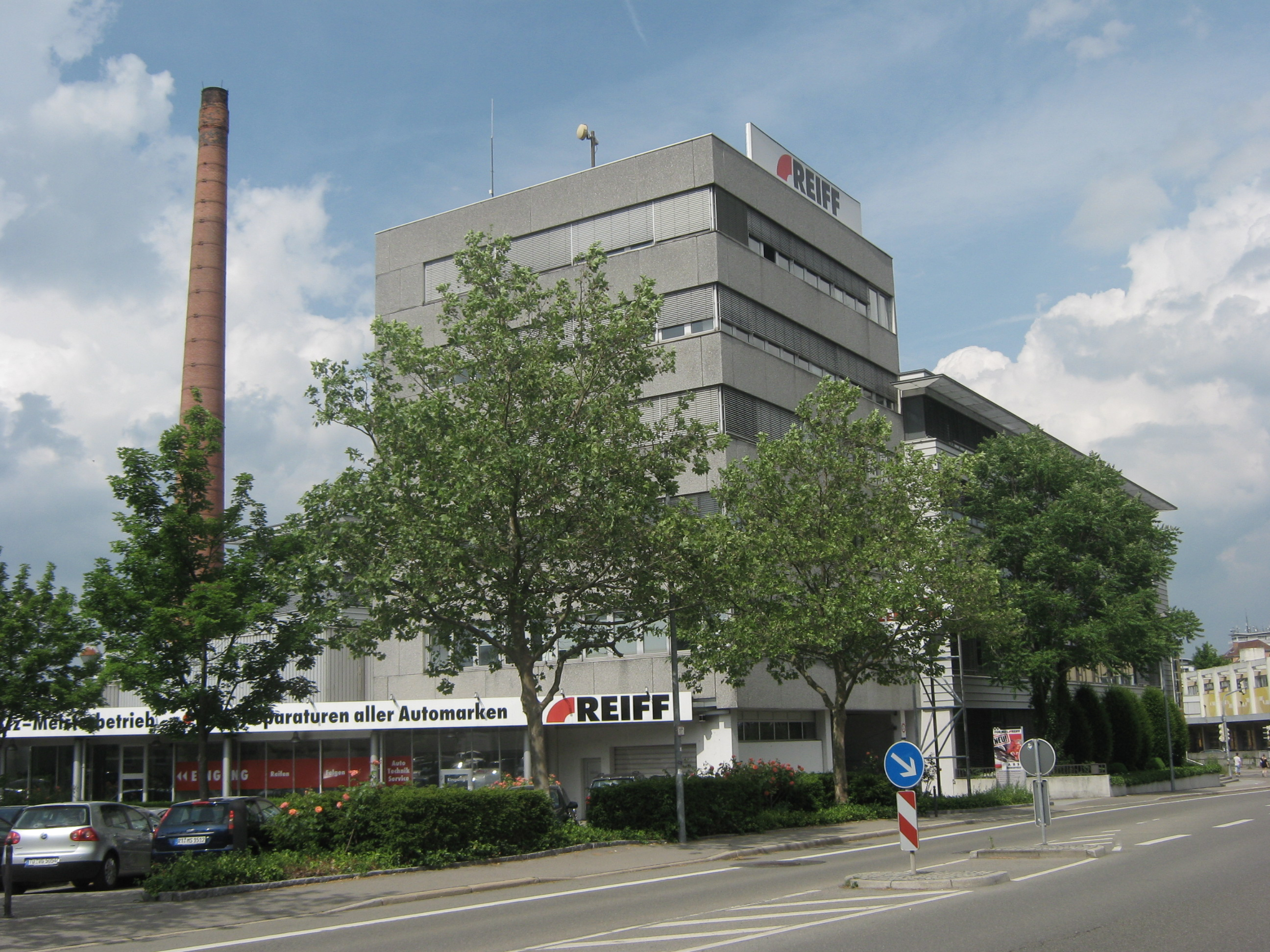
Siedziba Reiff Gruppe w Reutlingen

Reiff Gruppe – rodzinne przedsiębiorstwo w Niemczech założone przez Alberta Reiffa w 1910 roku w Reutlingen. 
W 2011 roku grupa zatrudniała ponad 1600 pracowników w ponad 80 oddziałach, w Niemczech, Luksemburgu, Belgii, Francji, Polsce i w Chinach, osiągając obrót 565 milionów euro.

## R.TEC – Polska

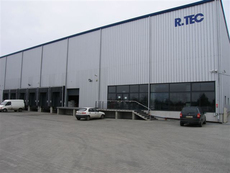
Siedziba R.TEC – Polska w Regułach

R.TEC – Polska – jest hurtownią prowadzącą sprzedaż produktów motoryzacyjnych, głównie opon i felg aluminiowych, należącą do Grupy Reiff.
Działalność na rynku polskim R.TEC – Polska rozpoczęła się w 1998 roku. Firma prowadzi również serwis internetowy rtec.pl przeznaczony wyłącznie dla hurtowych odbiorców opon i felg.